# Central League
Central League (jap. セントラル・リーグ Sentoraru Rīgu) – jedna z dwóch zawodowych lig wchodzących w skład Nippon Professional Baseball. Powstała w 1950 roku. W lidze tej, podobnie jak w National League na liście pałkarzy umieszcza się miotacza. Zwycięzca Central League spotyka się ze zwycięzcą Pacific League w serii meczów zwanych Japan Series.

## Zespoły należące do Central League
| Klub                   | Nazwa japońska                               | Miasto      |
| ---------------------- | -------------------------------------------- | ----------- |
| Chunichi Dragons       | 中日ドラゴンズ Chūnichi Doragonzu            | Nagoja      |
| Hanshin Tigers         | 阪神タイガース Hanshin Taigāsu               | Nishinomiya |
| Hiroshima Toyo Carp    | 広島東洋カープ Hiroshima Tōyō Kāpu           | Hiroszima   |
| Tokyo Yakult Swallows  | ヤクルトスワローズ Tōkyō Yakuruto Suwarōzu   | Tokio       |
| Yokohama DeNA BayStars | 横浜DeNAベイスターズ Yokohama DeNA Beisutāzu | Yokohama    |
| Yomiuri Giants         | 読売ジャイアンツ Yomiuri Jaiantsu            | Tokio       |